# Ryszard Marciniak (historyk)
Ryszard Franciszek Marciniak (ur. 12 lutego 1939 w Krotoszynie, zm. 10 stycznia 2009) – polski historyk, profesor nauk humanistycznych.

## Życiorys
W 1967 doktoryzował się na podstawie pracy zatytułowanej Dobra kapituły kamieńskiej do połowy XV wieku, której promotorem był prof. Gerard Labuda, w 1981 habilitował się na podstawie pracy zatytułowanej Acta Tomiciana w kulturze politycznej Polski okresu Odrodzenia. W 2003 uzyskał tytuł profesora nauk humanistycznych.
Pracował w Polskiej Akademii Nauk Biblioteki Kórnickiej i w Instytucie Filologii Polskiej na Wydziale Filologii Polskiej i Klasycznej Uniwersytetu im. Adama Mickiewicza.
Był skarbnikiem Poznańskiego Towarzystwa Przyjaciół Nauk i dyrektorem Biblioteki Poznańskiego Towarzystwa Przyjaciół Nauk.

## Odznaczenia
- 1999: Medal Komisji Edukacji Narodowej[1]
- Krzyż Kawalerski Orderu Odrodzenia Polski[1]

## Życie prywatne
12 maja 1962 wziął ślub z poznaną na seminarium prof. Gerarda Labudy, Anną Błażewską. Miał z nią dwójkę dzieci: Joannę (germanistkę) i Krzysztofa (matematyka).